# Nanumea
Nanumea je severozápadním ostrovem polynéského státu Tuvalu, skupiny devíti korálových atolů a ostrovů rozprostřených na území čtyř set mil Tichého oceánu. Má tropické zemědělství a velkou úlohu má i rybolov.

## Bližší popis
Leží na jih od rovníku a na západ od mezinárodní datové hranice. Leží podél hranice takzvaného Polynéského trojúhelníku, na jih od Gilbertových ostrovů které jazykem i kulturou patří mezi Mikronéské.
Nanumea je klasický atol - skupina několika nízkých ostrůvků ležících na korálovém útesovém šelfu obklopující lagunu. Přibližně dvanáct kilometrů dlouhý a dva a půl kilometru široký atol s rozlohou suché země okolo 3,9 čtverečního kilometru. V roce 2002 s 664 obyvateli žijícími zejména v hlavní vesnici na severozápadním konci největšího z pěti ostrůvků tvořících atol - vlastní Nanumeamě. Jsou zde rozptýlená jednotlivá stavení napříč lagunou.

## Ostrovy
Dva největší ostrůvky, tvořící 90% suché půdy rozlohy atolu jsou Nanumea a Lakena.
Ostrovy tvořící atol Nanumea:
- Lakena
- Lefogaki
- vlastní Nanumea (největší ostrov)
- Teatua a Taepoa
- Temotufoliki

## Jazyk
Nanumeané jsou Polynésané. Nanumeanský dialekt tuvalštiny je blízce příbuzný s ostatními západo-polynéskými jazyky včetně tokelauštiny, samojštiny a jazyky polynéských ostrovů odlehlých. Ačkoliv osm tuvalských komunit má výrazný přízvuk a některá slova odlišná, dialekty
tuvalštiny jsou Tuvalanům vzájemně srozumitelné s výjimkou jazyka atolu Nui jehož obyvatelé mluví dialektem gilbertských jazyků (s výjimkou malých dětí, většinou tuvalanů z Nui, které také mluví tuvalštinou). S těmito výjimkami je tuvalština na Tuvalu obecně srozumitelná a používaná.
Angličtina je dalším používaným jazykem, zejména v tuvalském hlavním městě a je též jedním z oficiálních jazyků ústřední vlády.

## Poštovní známky
Jedním z nezanedbatelných zdrojů tuvalské ekonomiky je příjem z vývozu poštovních známek na filatelistické trhy. Platily zde jednak známky Tuvalu a také zdejší známky s označením NANUMEA - TUVALU.

## Další zajímavosti
Podle legendy byly prvními obyvateli dvě ženy jménem Pai a Vau. Poté na ostrov přišel Tefolaha a převzal moc nad ostrovem.
Nanumeané slaví křesťanský svátek zvaný Pati což jsou první písmena fráze „den Tefalohy a Ježíše“.